# Cyklisk tal
Et cyklisk tal er et heltal, hvis cykliske permutationer er successive multipla af tallet. Det bedst kendte cykliske tal er det sekscifrede tal 142857, hvis første seks multipla er
142857 × 1 = 142857
142857 × 2 = 285714
142857 × 3 = 428571
142857 × 4 = 571428
142857 × 5 = 714285
142857 × 6 = 857142

## Detaljer
Det er en forudsætning for at et tal er cyklisk, at permutationerne er konsekutive multipla. F.eks. er tallet 076923 ikke cyklisk selvom alle permutationerne er multipla, men de er ikke konsekutive multipla:
076923 × 1 = 076923
076923 × 3 = 230769
076923 × 4 = 307692
076923 × 9 = 692307
076923 × 10 = 769230
076923 × 12 = 923076
De følgende trivielle tilfælde er normalt udelukket:
1. etcifrede, f.eks.: 5
2. gentagne cifre, f.eks: 555
3. gentagne cykliske tal, f.eks.: 142857142857

Hvis man ikke tillader foranstillede nuller, så er 142857 det eneste decimale cykliske tal. Hvis man tillader foranstillede nuller er de første cykliske tal:
(106 − 1) / 7 = 142857 (6 cifre)
(1016 − 1) / 17 = 0588235294117647 (16 cifre)
(1018 − 1) / 19 = 052631578947368421 (18 cifre)
(1022 − 1) / 23 = 0434782608695652173913 (22 cifre)
(1028 − 1) / 29 = 0344827586206896551724137931 (28 cifre)
(1046 − 1) / 47 = 0212765957446808510638297872340425531914893617 (46 cifre)
(1058 − 1) / 59 = 0169491525423728813559322033898305084745762711864406779661 (58 cifre)
(1060 − 1) / 61 = 016393442622950819672131147540983606557377049180327868852459 (60 cifre)
(1096 − 1) / 97 = 010309278350515463917525773195876288659793814432989690721649484536082474226804123711340206185567 (96 cifre)